# Giuseppe Fatigati
Giuseppe Fatigati (* 20. September 1906 in Terracina; † 9. September 1975 in Rom) war ein italienischer Filmeditor, Filmproduzent und Filmregisseur.

## Leben
Fatigati begann seine Karriere in der Filmbranche 1931 als Regieassistent und Filmeditor. Er war bei über 30 Produktionen für den Filmschnitt verantwortlich. Am häufigsten arbeitete er als Editor mit dem Regisseur Guido Brignone zusammen, mit dem ihn mehr als ein Dutzend Langfilme verbinden.
Zum Beginn der 1940er Jahre wandte er sich zunehmend auch der Filmproduktion zu und wirkte als Produktionsleiter für zahlreiche Filme bis 1959. Bei drei Gelegenheiten führte Fatigati in den 1940er Jahren auch selbst Regie – zwei Mal verantwortete er dabei italienische Versionen von in Koproduktion mit Deutschland entstandenen Filmen. Die dritte Regiearbeit, Voglio bene soltanto a te, war eine für 1946 zeittypische musikalische Komödie mit Beniamino Gigli.
Ab 1960 war er als Organisator für einige Filme tätig, bis er seine Aktivitäten als Produzent von zwei Filmen Mario Imperolis in 1973 und 1975 abschloss.

## Filmografie (Auswahl)

### Schnitt
- 1933: Arbeit macht glücklich (Acciaio) – Regie: Walter Ruttmann
- 1933: Il presidente della Ba.Ce.Cre.Mi. – Regie: Gennaro Righelli
- 1935: La marche nuptiale – Regie: Mario Bonnard
- 1935: Passaporto rosso – Regie: Guido Brignone
- 1936: L'albergo della felicità – Regie: Giuseppe Vittorio Sampieri
- 1936: La marcia nuziale – Regie: Mario Bonnard
- 1936: Nozze vagabonde – Regie: Guido Brignone
- 1936: Vivere - Kehr zurück, mein Mädel! (Vivere) – Regie: Guido Brignone
- 1936: Ginevra degli Almieri – Regie: Guido Brignone
- 1937: Marcella – Regie: Guido Brignone
- 1937: Gli uomini non sono ingrati – Regie: Guido Brignone
- 1938: Unter dem Kreuz des Südens (Sotto la croce del sud) – Regie: Mario Bonnard
- 1938: Ein Mann wird entführt (Hanno rapito un uomo) – Regie: Gennaro Righelli
- 1938: L'antenato – Regie: Guido Brignone
- 1938: Wer ist so glücklich wie ich (Chi è più felice di me?) – Regie: Guido Brignone
- 1938: Per uomini soli – Regie: Guido Brignone
- 1939: Fascino – Regie: Giacinto Solito
- 1939: Le sorprese del divorzio – Regie: Guido Brignone
- 1939: L'amore si fa così – Regie: Carlo Ludovico Bragaglia
- 1939: La casa lontana (italienische Fassung von Der singende Tor) – Regie: Johannes Meyer
- 1940: Taverna rossa – Regie: Max Neufeld
- 1940: Kean – Regie: Guido Brignone
- 1940: Ritorno – Regie: Géza von Bolváry
- 1941: Mutter (Mamma) – Regie: Guido Brignone
- 1946: Un uomo ritorna – Regie: Max Neufeld
- 1947: Stürme der Leidenschaft (Furia) – Regie: Goffredo Alessandrini
- 1949: La sepolta viva – Regie: Guido Brignone

### Regie
- 1942: Drei tolle Mädels (Tre ragazzi viennesi) – Ko-Regie: Hubert Marischka
- 1943: Bajazzo (I pagliacci)
- 1946: Voglio bene soltanto a te

### Produktion
- 1965: Johnny West und die verwegenen 3 (Johnny West il mancino)